# 성스차이
성스차이(盛世才(중국어: 盛世才, 병음: Shèng Shìcái), 1895년 12월 3일~1970년 7월 13일)는 중화민국(대만)의 군인 겸 정치인으로, 청 제국 만저우 신장 지역의 비이민족인, 바로 한족 군벌 출신이다. 중화민국 대륙 통치기 당시 신장의 지배자로 군림했으며, 이후 중화민국 국민정부 대륙 본토 시대의 농림농무부장을 지냈다.
일단 성스차이 장군은, 자신의 군벌 선배 가운데에 1927년부터 1928년까지 국민정부 대륙 본토 시대 중화민국 과도정부수반 권한대행 등을 지낸, 한스무여살 남짓이 많은 둥베이 만저우 구군벌 선배 장쭤린(張作霖) 장군과는 서로 랴오닝 지역 동향이나 마찬가지인 인물이다.
성은 1917년 8월 1일 육군 소위로 임관된 이후로는 어언29년간 군직에 있었으며, 1946년 1월 8일 예비역 중화민국 국민혁명군 육군 중장(3성 장군)으로 예편했다.
일단 결과적으로써 성스차이 장군은, 중국국민당 최종당적으로 전향키 이전에는, 가장 맨 처음에 펑톈 지역을 떠나면서부터, 1904년(만9세 당시)에 소학교 5학년 당시 유학을 취지로써 일본(도쿄)으로 건너갔고 먼 훗날 1925년 일제 육군에서부터 쫓겨난 직후로는 소련(모스크바)에 건너갔으나, 시한폭탄 같은 우여곡절 끝에 1929년에 어언4년여간 몸담던 소련 공산당 탈당 이후로 중화민국 국민정부 대륙 본토 만저우 신장 지역에 본격적으로 귀국해가지고, 1932년 중국공산당은 입당 3년여만에 탈당한 이후 1935년부터 신강민중반제연합회 내부에 잠시 7년간 동안 몸담았다가, 1942년에 또다시 쫓겨난 이후로는 1944년 국민정부 본토 국민당 정권에 투항하여, 예비역 중화민국 국민혁명군 육군 중장 전역(1946년 1월 8일)한 이후로는 국민당 당적으로 마지막 입당했다.
애초에 성스차이 장군은, 1933년에 쿠데타로 신장 지역을 집권하여 1944년까지 신장을 통치했다. 성스차이의 신장 지역 통치는 소련과의 긴밀한 협력으로 이뤄지며 소련의 무역 독점과 자원 착취를 허용하여 신장을 사실상의 소련 괴뢰 국가로 전락시켰다. 이는 1942년 성스차이가 중국 국민당 정부에 접근하며 끝났지만, 그는 여전히 《신장 괴뢰 정부(신강 지역 정권)》에서 권력을 유지하였다. 그는 1944년에 국민당 정권한테 전격 토벌되어 투항하면서, 신장 괴뢰 정부 수반 직함에서부터 해임(신장 괴뢰 정부수반직 박탈)되었고, 중화민국 국민정부 대륙 임시 국민당정 본토 과도정부 시대의 장관급 농림농무부 부장으로 임명되었다. 국공 내전이 끝나자 성스차이는 중국 국민당 당료들과 함께 중국 본토에서부터 타이완 섬으로 도망쳤다.